# Готель Гладинюка
Готе́ль Гладинюка́ — триповерховий будинок у стилі неоренесансу з елементами київського цегляного стилю, один із чотирьох найкращих готелів Києва на зламі ХІХ—ХХ сторіч. За визначенням дослідників, будівля — важлива ланка історичної забудови вулиць Богдана Хмельницького і Євгена Чикаленка.

## Історія

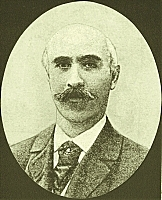
Григорій Гладинюк

1883 року київський купець 1-ї гільдії, підприємець, меценат і колишній кріпак Григорій Гладинюк (1833—1911) придбав на розі вулиць Фундуклеївської (Богдана Хмельницького), 8 та Ново-Єлизаветинської (Чикаленка), 14 і 16 ділянку землі під забудову готелю. Первісну споруду звели за проектом, складеним 1888 року архітектором Володимир Ніколаєвим. 1892 року архітектор Олександр Кривошеєв завершив об'єкт, розширивши його до рогу вул. Фундуклеївської і вздовж вул. Ново-Єлизаветинської.
Першокласний готель «Гладинюк», за визначенням усіх тодішніх довідкових видань, вважався одним із найкращих у Києві. Заклад Гладинюка мав популярність серед людей різних статків. Номери коштувало відносно недорого — від 1 до 6 карбованців за добу. Тут знімали кімнати артисти, що виступали в театрі Бергоньє. У номерах 44 і 46 зупинявся видатний український діяч Михайло Грушевський.
Керівництво готелю регулярно відряджало на залізничний вокзал екіпаж, щоб допомогти приїжджим знайти притулок у місті. У готелі функціонував телефон. Був відкритий ресторан, де подавалися страви української і російської кухонь, київські солодощі. До готелю надходили найсвіжіші номери іноземних газет «Allgemeine Zeitung», «Gazeta Polska», «Independence Belge», «Nord», київських видань. Перший поверх займали різні крамниці й майстерні. Тут містилось також Київське товариство автомобілістів.

## Використання будинку після націоналізації готелю

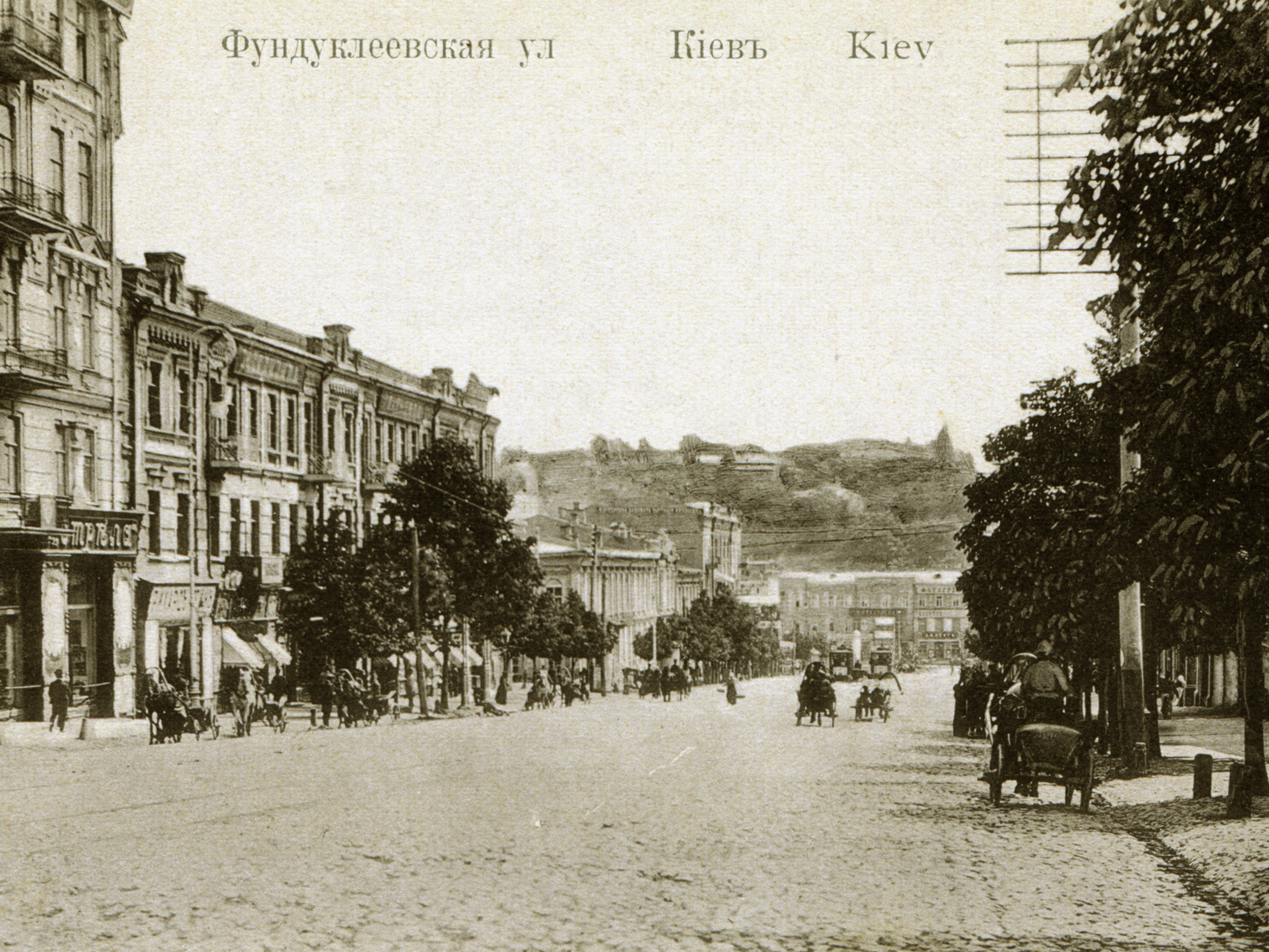
Готель Гладинюка (зліва), початок ХХ ст.

Після встановлення в Києві радянської влади більшовики націоналізували готель. У серпні 1920 року тут розмістили «Сільбуд» (селянський будинок). До комплексу «Сільбуду» входили готель для селян, бібліотека, музей, майстерні й медпункт. Київські художники на чолі з Миколою Бурачеком розписали стіни зал, коридорів і сходів живописом зі сценами сільського життя (розписи не збереглися).
У 1919—1925 роках приміщення будинку займала редакція газети «Більшовик» — органу Київського губкому КП(б)У. На її шпальтах свої твори публікували письменники Микола Бажан, Григорій Косинка, Олександр Корнійчук, Іван Ле, Ґео Шкурупій, Юрій Яновський.
Навколо редакції об'єдналися молоді письменники і художники, представники авангарду і «неокласики» з літературно-мистецької групи «Гроно» (1920—1921). До неї входили письменники Григорій Косинка, Валер'ян Поліщук, Ґео Шкурупій, художники Микола Бурачек, В'ячеслав Левандовський, Георгій Нарбут, Анатолій Петрицький та інші. У приміщенні проводили літературно-мистецькі вечори. У листопаді 1920 року група випустила збірник «Гроно».
1941 року готель Гладинюка постраждав унаслідок підриву радянськими диверсійними групами середмістя Києва. Після Другої світової війни будівлю відновили. У 1948—1980 роках приміщення займала Українська республіканська рада профспілок.
У 1980-х роках, після побудови нового Будинку спілок, за будівлю в центрі столиці розгорнулася боротьба. Зрештою 1986 року до будівлі переїхало інформаційне агентство РАТАУ (тепер — Укрінформ).